# Costituzione
La costituzione, nel diritto, è l'atto normativo fondamentale che definisce la natura, la forma, la struttura, l'attività e le regole fondamentali di un'organizzazione, ovvero il vertice della gerarchia delle fonti che definisce l'ordinamento giuridico di uno Stato di diritto.
Il termine indica la legge fondamentale di uno Stato ovvero il vertice nella gerarchia delle fonti di diritto, mentre per l'atto fondamentale di altri enti, pubblici o privati, viene solitamente adottata la denominazione di statuto. Sotto il profilo sociologico, è il frutto di secoli di evoluzione storico-politica europea ed occidentale, affermatasi poi a livello mondiale con molteplici contaminazioni. Da essa discende il diritto costituzionale.

## Descrizione

### Origine e significato del termine
Il termine deriva dal latino constitutio, che si riferiva a una legge di particolare importanza solitamente emanata dall'imperatore e, in tale particolare accezione, è tuttora usato nel diritto canonico onde indicare rilevanti decisioni prese dal papa come, su tutte, la costituzione apostolica fissante il regime da seguire durante il periodo di sede vacante e per l'elezione, nel successivo conclave, del nuovo vescovo di Roma.
Ad ogni modo, il termine è ricco di significati, sia descrittivi che assiologici. Da un punto di vista descrittivo, si può, in linea generale e con una certa approssimazione, affermare che la costituzione è la legge fondamentale di un ordinamento giuridico, la fonte principale, o superprimaria, da cui deriva la legalità di tutte le altre fonti. Da un punto di vista assiologico, invece, diffuso soprattutto dall'illuminismo e dalla Rivoluzione francese, con il termine costituzione si indica una determinata legge fondamentale, e in particolare la legge fondamentale che fonda un sistema di separazione dei poteri.
I primi studi sulla costituzione risalgono al periodo illuminista e sono divenuti rapidamente oggetto di una declinazione politica del principio liberale detta costituzionalismo, la cui storia attraversò tutti i successivi due secoli: "limiti al potere e democratizzazione costituiscono (...) i due elementi che caratterizzano il costituzionalismo contemporaneo sia per quanto riguarda i (...) rapporti tra individuo e autorità (forma di stato), sia per quanto riguarda i rapporti tra i supremi organi costituzionali in relazione alla funzione di indirizzo politico (forma di governo) e scandiscono il passaggio dal cosiddetto Stato di diritto legislativo parlamentare a quello costituzionale.
Lo Stato di diritto costituzionale individua - com’è noto - un ordinamento dove supremi sono i valori costituzionali, non vulnerabili dalle cangianti maggioranze parlamentari, anche se interpretabili in modo diversificato. La sua introduzione ha costituito per l'ambito europeo un progressivo abbandono della teoria della tradizionale supremazia dell'organo legislativo (inteso in senso stretto o complesso) e la costruzione di un ordinamento dove i diritti fondamentali degli individui ed i rapporti tra gli organi costituzionali sono sottoposti a limiti e garanzie di tipo giurisdizionale".

### Caratteristiche
S'intende come costituzione vera e propria (in senso stretto) un corpo di leggi fondamentali prodotte dalla sovranità del popolo, di solito per il tramite di un'assemblea costituente. Se la costituzione è invece il risultato di una cessione di autorità da parte di un monarca si parla solitamente di "statuto costituzionale" (es. statuto albertino del 1848) o di "carta costituzionale". Lo statuto è una costituzione ottriata (cioè concessa da un sovrano, sino a quel momento assoluto).
Sia per queste sue origini storiche che per il ruolo esercitato nella vita istituzionale degli Stati moderni, la Costituzione svolge la funzione di "limitazione legale della politica".
La maggioranza degli stati ha alla base del proprio ordinamento una Costituzione scritta (come ad esempio quella dell'Italia e quella degli Stati Uniti d'America), mentre altri - solitamente di lunga tradizione democratica - non hanno una costituzione esplicita, ma alcune leggi di riferimento e delle consuetudini, che nel loro complesso possono essere considerate una costituzione materiale (ad esempio Regno Unito e leggi come Habeas corpus oppure Magna Charta).

## Classificazione

### Costituzioni flessibili e Costituzioni rigide
Alcune costituzioni sono protette contro le modifiche, nel senso che per la loro modifica richiedono un procedimento legislativo gravato da maggiori oneri procedurali rispetto alle leggi ordinarie. Un esempio è l'Italia, dove servono due passaggi in Parlamento, distanti non meno di tre mesi l'uno dall'altro, ed una maggioranza assoluta o di due terzi dei componenti, nella seconda votazione, per le modifiche costituzionali. Se i due terzi non sono raggiunti, alcuni soggetti possono chiedere la sottoposizione a referendum del progetto.
Le costituzioni si dicono "rigide" quando sono protette contro modifiche rispetto alle leggi ordinarie, ma anche quando operano organi di garanzia della Costituzione (caso della costituzione italiana, per la quale opera la Corte Costituzionale).
Sono invece "flessibili" negli altri casi, quando cioè la costituzione, dal punto di vista della modificabilità, è analoga ad una legge ordinaria, a cui è parificata nella scala gerarchica delle fonti.
Le procedure di aggravamento dell'iter legislativo per la modifica della costituzione sono volte ad ottenere il maggior consenso possibile da parte della collettività e garanzie per le minoranze. Per questo per l'approvazione di tali leggi è spesso richiesta una maggioranza parlamentare qualificata, molte costituzioni richiedono l'approvazione popolare dell'emendamento tramite referendum oppure l'approvazione degli stati membri per gli stati federali (ad esempio negli Stati Uniti d'America).

### Costituzioni brevi e lunghe
Le costituzioni si dicono "brevi" se contengono un numero ristretto di disposizioni riguardanti principi fondamentali, stabiliscono regole basilari della struttura statale e degli organi costituzionali e garantiscono alcuni diritti fondamentali dell'individuo.
Con le costituzioni "lunghe" si amplia l'ambito di interesse, passando talvolta a disciplinare vari aspetti della società civile dettando regole oltre che generali, anche particolari.

### Costituzione materiale
La nozione di Costituzione materiale è dovuta all'elaborazione di Costantino Mortati (1891-1985). Tali studi nacquero dalla congerie istituzionale e politica degli anni Trenta e sono stati riscoperti alla fine del XX secolo.
Le definizioni più comuni della costituzione, fanno riferimento ad essa come "sorgente del diritto", da cui discendono le altre leggi. Tale approccio ha però pieno senso in una visione statica o almeno in una prospettiva di tipo storico.
Una visione invece dinamica di costituzione non può fare a meno di vedere come essa sia una rappresentazione formalizzata dei rapporti di potere tra le varie classi sociali. Chi non ama il concetto di classe sociale può considerare termini come lobby o gruppo d'interesse. L'evoluzione dei rapporti di potere porta gradatamente ad uno scollamento tra la legge scritta e quella applicata e concretamente "vivente".
Il progressivo scollamento tra la costituzione scritta e quella applicata può portare a situazioni traumatiche (o rivoluzionarie, o catastrofiche) in cui i poteri cambiano ed i nuovi rapporti di potere vengono sanciti in una versione rivista della carta costituzionale.
È forse il caso di dire che spesso alcune leggi di dettaglio che sanciscono i nuovi rapporti di potere possono comparire prima della modifica costituzionale. Nello stesso tempo ci può essere un contributo della giurisprudenza ad interpretare le leggi esistenti secondo i nuovi rapporti di potere che si vanno configurando. A ciò si possono sommare atti dell'esecutivo (del governo) non in aderenza con la Costituzione scritta.
L'assieme di nuove leggi, di nuova giurisprudenza, di atti dell'esecutivo, si possono configurare come una organizzazione di fatto dello Stato, cioè una costituzione materiale, diversa da quella scritta.
Andrebbero forse aggiunte agli interpreti della costituzione materiale anche le parti sociali coinvolte, che percepiscono i cambiamenti del potere reale e si adeguano ad esso (esempio: sindacati).
In questo approccio evolutivo, la Costituzione non è tanto la madre di tutte le leggi ma quasi la figlia dello stato di fatto che ha prodotto un cambiamento della costituzione materiale, mentre le classi sociali o i gruppi d'interesse che erano meglio rappresentati dalla costituzione scritta restavano incapaci di difendere la "loro" costituzione.

### Costituzione formale
È il particolare atto normativo con cui viene stabilito un nuovo ordine politico e statale. In particolare, indica il documento (scritto) nel quale sono contenuti i princìpi, i valori, le regole e gli istituti fondamentali dell'organizzazione statale; esso può coincidere o meno con la costituzione materiale, dato che quest'ultima ne rappresenta l'evoluzione spaziale e temporale, evoluzione che può svilupparsi in modo diverso dal "progetto fondante".
Nel caso italiano, ad esempio, la Costituzione formale è costituita dal testo entrato in vigore nel 1948.

## L'integrazione con il diritto dell'Unione europea
Il processo di integrazione dell'Europa ha portato ad un ripensamento dei concetti di costituzione e sovranità.

Il processo di assimilazione del diritto europeo all'interno dell'ordinamento costituzionale italiano avviene secondo il principio sancito dalla nostra Carta dell'articolo 11 che recita:
e dall'articolo 10 comma 1, Cost. che recita:
Con la riforma del titolo V della Costituzione del 2001 è intervenuta una riformulazione dell'art. 117, Cost. che ha introdotto il riferimento ai "vincoli derivanti dall'ordinamento comunitario" e degli artt. 97 e 119 nel 2012, con riferimento ai vincoli Ue sulle politiche di bilancio, specificando la posizione del diritto europeo, sovraordinaria e subcostituzionale, nei confronti del diritto nazionale.
La sentenza della Corte di cassazione 232/1989 specifica i controlimiti all'integrazione del diritto europeo all'interno dell'ordinamento giuridico e costituzionale italiano: il rispetto dei principi supremi e dei diritti inviolabili della nostra Costituzione. Questa clausola di salvaguardia, ad oggi, non ha avuto effetti concreti: questo si spiega con l'analogia o la corrispondenza tra i principi dell'Unione Europea e quelli che la nostra Corte costituzionale esige.
I regolamenti europei vengono assimilati mediante processo automatico. Questo non abroga o modifica gli atti fonte interni, bensì ne sospende l'efficacia finché è il diritto comunitario a regolare la materia.
Diversamente, le direttive europee necessitano di un processo di assimilazione nell'ordinamento giuridico interno (eccezion fatta per le direttive autoapplicative, come disciplinato dalla sent. 168/1991) e vengono assorbite nel sistema delle fonti nella posizione che è propria dell'atto di recepimento.

## Costituzioni storiche
- Costituzione della Corsica del 1755
- Costituzione degli Stati Uniti d'America
- Costituzione polacca di maggio (1791)
- Costituzione francese del 1791
- Costituzione francese del 1793
- Costituzione francese del 1795
- Costituzione francese del 1799
- Costituzione spagnola del 1812
- Costituzione siciliana del 1812
- Costituzione svizzera del 1848
- Costituzione Federale degli Stati Uniti Messicani del 1857
- Costituzione della Repubblica Italiana (1948)
- Costituzione della Repubblica Federale di Germania (1949)